# James Wimshurst
James Wimshurst (Poplar, Londres, 13 de abril de 1832 – Clapham, 3 de janeiro de 1903) foi um inventor inglês, engenheiro e carpinteiro naval. Embora não tenha patenteado suas máquinas e  diversas melhorias em máquinas eletrostáticas de sua época, suas afinações para os geradores eletrostáticos levaram-no a tornar-se amplamente conhecido pela  Máquina de Wimshurst.
Foi eleito membro da Royal Society em 1898.